# Augusta (SR)
Augusta là một đô thị (comune) ở tỉnh Siracusa, vùng Sicilia của Ý.